# Srđan
Srđan ist ein männlicher Vorname. Er ist die serbische Form der vom lateinischen Namen Sergius abgeleiteten Vornamen Serge (frz.) oder Sergei (russ.).

## Namensträger
- Srđan Babić (* 1996), serbischer Fußballspieler
- Srđan Baljak (* 1978), serbischer Fußballspieler
- Srđan Čebinac (* 1939), jugoslawischer Fußballspieler und -trainer
- Srdan Golubović (* 1972), serbischer Filmregisseur
- Srđan Grahovac (* 1992), bosnischer Fußballspieler
- Srđan Hofman (1944–2021), jugoslawischer bzw. serbischer Komponist und Hochschullehrer (elektronische Musik)
- Srđan Ivanović (* 1983), bosnischer Fusion- und Jazzmusiker
- Srđan Jovanović (* 1986), serbischer Fußballschiedsrichter
- Srđan Lakić (* 1983), kroatischer Fußballspieler
- Srđan Mijailović (* 1993), serbischer Fußballspieler
- Srđan Mrvaljević (* 1984), montenegrinischer Judoka
- Srđan Muškatirović (* 1972), jugoslawischer Tennisspieler aus Serbien
- Srđan Pavlov (* 1984), serbischer Fußballspieler
- Srđan Predragović (* 1995), aus Bosnien und Herzegowina stammender Handballspieler
- Srđan Radonjić (* 1981), montenegrinischer Fußballspieler
- Srđan Šaper (* 1958), serbischer Musiker und Unternehmer
- Srđan Spiridonović (* 1993), österreichisch-serbischer Fußballspieler
- Srđan Srdić (* 1977), serbischer Schriftsteller, Autor von Kurzgeschichten, Redakteur und er Dozent für kreatives Schreiben
- Srđan Todorović (* 1965), serbischer Schauspieler und Musiker